# Vicariato apostolico di Aleppo

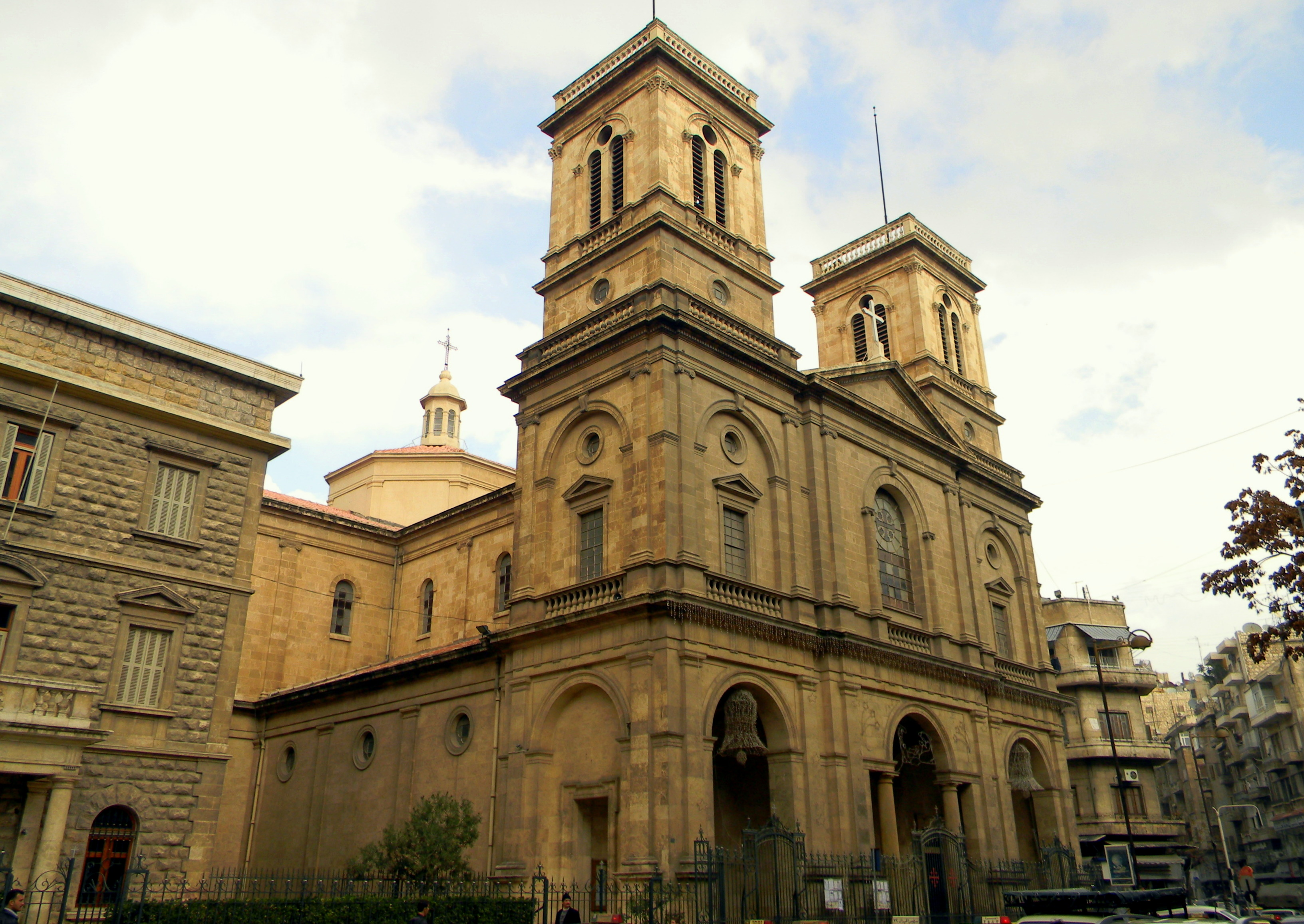
L'ex cattedrale latina di Aleppo, dedicata a San Francesco d'Assisi.

Il vicariato apostolico di Aleppo (in latino Vicariatus Apostolicus Aleppensis) è una sede della Chiesa cattolica in Siria immediatamente soggetta alla Santa Sede. Nel 2022 contava 12.500 battezzati. È retto dal vescovo Hanna Jallouf, O.F.M.

## Territorio
Il vicariato apostolico estende la sua giurisdizione sui fedeli cattolici di rito latino della Siria.
Sede del vicariato è la città di Aleppo, dove si trova la cattedrale del Bambin Gesù, inaugurata dal cardinale Leonardo Sandri il 15 gennaio 2011. Nella stessa città si trova la chiesa di San Francesco, già cattedrale dal 1937 al 2011.
Il territorio è suddiviso in 10 parrocchie.

## Storia
A partire dai primi decenni del XVII secolo alcuni ordini religiosi, in particolare i cappuccini, i carmelitani e i gesuiti, si stabilirono in Siria e ad Aleppo. Diverse furono le conversione al cattolicesimo di rito latino e questo determinò Propaganda Fide a fondare una diocesi ad Aleppo.
Un primo tentativo di erigere un vicariato apostolico avvenne nel 1645. Il 31 luglio 1645 fu nominato vescovo il francescano Giovanni Battista da Dovara, il quale però « conseguita che ebbe una tal dignità, non si curò altrimenti di andare alla sua residenza, nonostante i replicati eccitamenti che n'ebbe dalla S. Congregazione. Né da quel tempo in poi fu pensato a deputare un vescovo latino in quella città ». Il vicariato così morì sul nascere: la giurisdizione sui latini ritornò al custode di Terra Santa, come lo era già in precedenza.
Il vicariato apostolico fu eretto una seconda volta il 27 giugno 1762; papa Clemente XIII nominò il lazarista francese Arnaud Bossu, che era stato vicario apostolico ad Algeri. Nel breve di nomina, Bossu riceve il titolo di vicario apostolico di Aleppo, con giurisdizione sugli Europei e sugli orientali di rito latino dei patriarcati di Antiochia e di Gerusalemme, comprensivo dei patriarcati Maronita e Armeno. Il vicario tuttavia non pose la sua residenza ad Aleppo, ma a Antoura in Libano, e non ricevette mai la consacrazione episcopale. Anche in questa occasione il vicariato ebbe vita breve a causa della soppressione dei Gesuiti nel 1773 e della rivoluzione francese che, tra le varie conseguenze, implicò la soppressione di tutti gli ordini religiosi non solo nella madrepatria, ma anche nelle terre di missione.
Dopo il congresso di Vienna, Propaganda Fide restaurò il vicariato apostolico nel 1817, col nome di vicariato apostolico di Siria, Egitto, Arabia e Cipro. Esso aveva giurisdizione su gran parte delle missioni cattoliche delle regioni centro-meridionali dell'impero ottomano, e precisamente: Siria, Libano, Cipro, Palestina, penisola Arabica, Egitto, Abissinia (Etiopia ed Eritrea) e Nubia (Sudan). Comprendeva inoltre la parte centro-meridionale dell'Anatolia, comprensiva delle città di Antiochia (Antakya) e Alessandretta (İskenderun).
Nel 1839 cedette una porzione del suo territorio a vantaggio dell'erezione del vicariato apostolico di Egitto e Arabia (oggi vicariato apostolico di Alessandria d'Egitto) e della prefettura apostolica di Abissinia (oggi soppressa), e contestualmente assunse il nome di vicariato apostolico di Aleppo.
Il 4 ottobre 1847 cedette la Palestina, Cipro ed i territori corrispondenti all'attuale Giordania per il ripristino del patriarcato di Gerusalemme dei Latini.
Con la fine dell'impero ottomano, la nascita dell'odierna Turchia (1923) e soprattutto con il passaggio dell'Hatay dalla Siria alla Turchia (1938), in forza delle bolle di papa Pio XII Ad maius christifidelium del 5 ottobre 1939 e Quo sacrorum del 9 dicembre 1939, il vicariato apostolico di Aleppo perse i territori turchi passati al vicariato apostolico di Istanbul.
Il 4 giugno 1953 cedette un'altra porzione di territorio a vantaggio dell'erezione del vicariato apostolico di Beirut. Da questo momento il vicariato apostolico di Aleppo corrispondente geograficamente al territorio della sola repubblica araba di Siria. Solo a partire da quest'ultima modifica territoriale, i vicari apostolici hanno residenza stabile ad Aleppo, preferendo in precedenza risiedere in Libano.
I vicari apostolici sono membri di diritto della Conferenza dei vescovi latini nelle regioni arabe.

## Cronotassi dei vescovi
Si omettono i periodi di sede vacante non superiori ai 2 anni o non storicamente accertati.
- Giovanni Battista da Dovara, O.F.M. † (31 luglio 1645 - 1650 dimesso)
  - Sede vacante
- Arnaud Bossu, C.M. † (17 giugno 1762 - 20 novembre 1765 dimesso)
  - Sede vacante
- Aloisio Gandolfi, C.M. † (13 gennaio 1818 - 25 agosto 1825 deceduto)
- Giovanni Pietro Losana † (23 gennaio 1827 - 30 settembre 1833 nominato vescovo di Biella)
- Jean-Baptiste Auvergne † (29 marzo 1833 - 14 settembre 1836 deceduto)
- Giuseppe Angelo di Fazio, O.F.M.Cap. † (15 dicembre 1837 - 13 dicembre 1838 deceduto)
- Francisco Villardel, O.F.M. † (8 marzo 1839 - 19 giugno 1852 deceduto)
- Paolo Brunoni † (4 luglio 1853 - 23 novembre 1858 nominato vicario apostolico di Costantinopoli)
  - Giuseppe Valerga † (1858 - 2 dicembre 1872 deceduto) (amministratore apostolico)
  - Serafino Milani, O.F.M. † (23 gennaio 1874 - 21 dicembre 1874 nominato vescovo di Pontremoli) (vescovo eletto)
- Ludovico Piavi, O.F.M. † (13 novembre 1876 - 28 agosto 1889 nominato patriarca di Gerusalemme dei Latini)
- Gaudenzio Bonfigli, O.F.M. † (18 agosto 1890 - 25 febbraio 1896 nominato vicario apostolico dell'Egitto)
- Pierre Gonzalès Charles Duval, O.P. † (25 febbraio 1896 - 31 luglio 1904 deceduto)
- Frediano Giannini, O.F.M. † (20 gennaio 1905 - 12 febbraio 1936 dimesso)
  - Sede vacante (1936-1973)
- Bonaventure Akiki, O.F.M. † (1º marzo 1973 - 1979 dimesso)[4]
- Guerino Domenico Picchi, O.F.M. † (20 giugno 1980 - 9 luglio 1992 ritirato)
- Armando Bortolaso, S.D.B. † (9 luglio 1992 - 21 novembre 2002 ritirato)
- Giuseppe Nazzaro, O.F.M. † (21 novembre 2002 - 15 aprile 2013 ritirato)
- Georges Abou Khazen, O.F.M. (4 novembre 2013 - 29 giugno 2022 dimesso)[5][6]
- Hanna Jallouf, O.F.M., dal 1º luglio 2023

## Statistiche
Il vicariato apostolico nel 2022 contava 12.500 battezzati.
| anno | popolazione | popolazione | popolazione | presbiteri | presbiteri | presbiteri | presbiteri                | diaconi | religiosi | religiosi | parrocchie |
| anno | battezzati  | totale      | %           | numero     | secolari   | regolari   | battezzati per presbitero | diaconi | uomini    | donne     | parrocchie |
| ---- | ----------- | ----------- | ----------- | ---------- | ---------- | ---------- | ------------------------- | ------- | --------- | --------- | ---------- |
| 1950 | 15.691      | 4.200.000   | 0,4         | 10         | 5          | 5          | 1.569                     |         | 417       | 1.389     | 18         |
| 1970 | 143.000     | 6.000.000   | 2,4         | 37         |            | 37         | 3.864                     |         | 49        | 210       | 9          |
| 1980 | 8.200       | ?           | ?           | 34         |            | 34         | 241                       |         | 42        | 217       | 9          |
| 1990 | 12.500      | ?           | ?           | 39         |            | 39         | 320                       |         | 47        | 227       | 10         |
| 1999 | 10.000      | ?           | ?           | 41         |            | 41         | 243                       |         | 57        | 204       | 10         |
| 2000 | 10.000      | ?           | ?           | 39         |            | 39         | 256                       |         | 57        | 194       | 10         |
| 2001 | 10.000      | ?           | ?           | 40         |            | 40         | 250                       |         | 56        | 186       | 10         |
| 2002 | 10.000      | ?           | ?           | 39         |            | 39         | 256                       |         | 55        | 198       | 10         |
| 2003 | 12.000      | ?           | ?           | 41         |            | 41         | 292                       |         | 57        | 195       | 10         |
| 2004 | 12.000      | ?           | ?           | 41         |            | 41         | 292                       |         | 56        | 192       | 10         |
| 2010 | 13.000      | ?           | ?           | 36         |            | 36         | 361                       |         | 52        | 183       | 10         |
| 2014 | 13.000      | ?           | ?           | 38         |            | 38         | 342                       |         | 46        | 197       | 10         |
| 2017 | 12.800      | ?           | ?           | 36         |            | 36         | 355                       |         | 36        | 162       | 10         |
| 2020 | 12.300      | ?           | ?           | 39         |            | 39         | 315                       |         | 41        | 161       | 10         |
| 2022 | 12.500      | ?           | ?           | 39         |            | 39         | 320                       |         | 49        | 161       | 10         |